# NGC 7719-2
NGC 7719-2 — галактика в созвездии Водолей.
Этот объект не входит в число перечисленных в оригинальной редакции «Нового общего каталога» и был добавлен позднее.